# Новая Жизнь (Навлинский район)
Новая Жизнь — поселок в Навлинском районе Брянской области в составе Чичковского сельского поселения.

## География
Находится в восточной части Брянской области на расстоянии приблизительно 24 км на север по прямой от районного центра поселка Навля.

## История
Упоминается с 1920-х годов. На карте 1941 года обозначен как поселение с 9 дворами.

## Население
Численность населения: 21 человек (русские 100 %) в 2002 году, 16 в 2010.